# Почивалин, Николай Михайлович (писатель)
Николай Михайлович Почивалин (7 апреля 1921, с. Баничи, Украина — 25 января 1988, Пенза) — русский советский поэт, прозаик, очеркист, член Союза журналистов СССР, член Союза писателей СССР, участник Великой Отечественной войны.

## Биография
Родился 7 апреля 1921 в с. Баничи (сейчас — Сумская область Украины). Сын лесничего. В 1928 году семья переехала в с. Поспеловка Пензенской губернии — место, которое сам Николай Михайлович считал своей родиной. Учился в Кузнецкой средней школе. Первые стихи и рассказы были опубликованы в кузнецкой городской газете.
В 11-летнем возрасте у Николая Михайловича умерла мать.
В годы Великой Отечественной войны — сотрудник армейской печати.

Памятник на могиле Николая Почивалина на Новозападном кладбище г. Пензы

После войны работал на строительстве московского метро, затем — журналист в Казахстане и Сибири, публиковался в областных и республиканских газетах.
С 1953 года профессиональный литератор. Первые книги: «Счастье» (1951), «Простые люди» (1951), «Сибирская тетрадь» (1954). Первая крупная повесть «Юность» (1954) — о военных журналистах, во многом автобиографична.
Всего издал 60 книг, в том числе сборники стихов и пьес. Повесть «После зимы» (1958) переведена на венгерский язык, «Летят наши годы» (1963) — на болгарский.
Скончался 25 января 1988 года в г. Пензе на 67-м году жизни.
Похоронен на одной из центральных аллей Новозападного кладбища в Пензе.

## Награды
- Орден Трудового Красного Знамени (06.04.1981)[1].
- Орденом Отечественной войны II степени (1985)[2].

## Увековечение памяти

Мемориальная доска в Пензе, 2012 г.

28 июня 2012 года в Пензе была открыта мемориальная доска писателю Николаю Михайловичу Почивалину на многоквартирном жилом доме № 72 по улице Володарского, где он жил и работал в 1964—1988 годах.

## Сочинения
- Твоя жена; Русская тропинка : (Пьесы) / Н. М. Почивалин, Б. А. Малочевский. — Пенза : Кн. изд-во, 1955. — 120 с.; 19 см.
- Выстрел на окраине: Рассказы о работниках милиции / [Ил.: А. Оя]. — [Пенза] : Кн. изд-во, 1958. — 268 с. : ил.; 17 см.
- Летят наши годы: Роман. — Москва : Сов. Россия, 1963. — 208 с. : ил.; 21 см.
- Почивалин Н. М. Утро обещает погоду (1963) Сборник
- Младостта на годините: Роман; Прев. от рус. Н. Христова. — Пловдив : Изд-во «Христо Г. Данов», 1965. — 202 с.; 21 см.
- Мимо; [Обыкновенное чудо]. [Кукуй, кукушка, дольше] : Рассказы. — Москва : Правда, 1966. — 46 с.; 17 см. — (Б-ка «Огонек» № 27).
- Летят наши годы: Повести и роман. — [Москва] : [Сов. Россия], [1967]. — 576 с. : портр.; 21 см.
- Летят наши годы: [Роман, повести, рассказы] / [Ил.: А. Саликов]. — [Саратов] : [Приволж. кн. изд-во], [1971]. — 576 с. : ил.; 22 см.
- В глуши: Повести и рассказы. — Москва : Сов. Россия, 1971. — 318 с. : портр.; 318 с. тираж 50 000 экз.[4]
- Мои Большие Хутора; Среди долины ровныя… — Москва : Худож. лит., 1972. — 125 с.; 26 см. — (Роман-газета; № 21 (715)).
- Летят наши годы; Роман по заказу : [Романы] — Москва : Сов. Россия, 1976. — 411 с.; 20 см.
- Сельские этюды: [Очерки] — Москва : Сов. Россия, 1976. — 95 с.; 16 см. — (Писатель и время. Письма из деревни).
- Тёмные августовские ночи: Рассказы. — Москва : Сов. писатель, 1971. — 343 с. : ил.; 20 см.
- Среди долины ровныя: Повесть / [Ил.: О. Руссул]. — Москва : Современник, 1972. — 239 с. : ил.; 17 см.
- Жил человек. — Москва : Худож. лит., 1975. — 94 с.; 26 см. — (Роман-газета; № 5 (771)).
- Вечерняя книга : Записи [Худож. В. Локшин]. — М. : Сов. писатель, 1983. — 224 с. : ил.; 224 с., тираж 100 000 экз.[4]
- Избранные произведения: в двух томах [вступ. ст. Е. Александровой]. — Москва : Художественная литература, 1980. — Том 1. 509 с., тираж 75 000 экз.[5], Том 2. 430 с., тираж 75 000 экз.[6]
- Избранное. — Москва : Художественная литература, 1987. — 254 с. тираж 100 000 экз.[7]
- Избранное [вступ. ст. Е. Александровой]. — Саратов: Приволжское книжное издательство, 1981. — 350 с. тираж 100 000 экз.[8]